# ميرو سلافوف
ميرو سلافوف (8 سبتمبر 1990 - ) هو لاعب كرة قدم أوكراني في مركز الهجوم .

## وصلات خارجية
- ميرو سلافوف على موقع الاتحاد الأوربي (الإنجليزية)
- ميرو سلافوف على موقع اتحاد أوكرانيا (الإنجليزية)
- ميرو سلافوف على موقع قاعدة بيانات كرة القدم.إي يو (الإنجليزية)
- ميرو سلافوف على موقع Soccerway.com (الإنجليزية)
- ميرو سلافوف على موقع عالم كرة القدم.نت (الإنجليزية)